# Euphorbia cameronii
Euphorbia cameronii ist eine Pflanzenart aus der Gattung Wolfsmilch (Euphorbia) in der Familie der Wolfsmilchgewächse (Euphorbiaceae).

## Beschreibung
Die sukkulente Euphorbia cameronii bildet Sträucher oder Bäume bis 8 Meter Höhe aus. Diese sind reich verzweigt und besitzen sukkulente Triebe, an denen sich hervortretende Blattnarben befinden. Die eiförmigen Blätter werden bis 4 Zentimeter lang und 2,5 Zentimeter breit. Sie stehen an einem bis 4 Millimeter langen Stiel und sind kurzlebig. Die Nebenblätter sind umgewandelt in deutlich sichtbare, kleine Drüsen.
Der Blütenstand besteht aus einzelnen Cyathien oder sie stehen in zwei- bis dreistrahligen Dolden. Die einzelnen Cyathien erreichen 7 Millimeter im Durchmesser. Es werden fünf elliptische Nektardrüsen ausgebildet, die gelb gefärbt sind und gerade eben aneinander stoßen. Die nahezu kugelförmige Frucht schimmert rötlich und wird etwa 1,5 Zentimeter groß. An der Basis der Segmente befinden sich zwei kleine verdickte Rippen. Der kugelförmige Samen wird etwa 6 Millimeter groß, besitzt ein Anhängsel und hat eine glatte Oberfläche.

## Verbreitung und Systematik
Euphorbia cameronii ist im Norden von Somalia auf Hängen mit Kalksteinfelsen und lockerem Buschland in Höhenlagen von 400 bis 1600 Meter verbreitet.
Die Art steht auf der Roten Liste der IUCN und gilt als stark gefährdet (Endangered).
Euphorbia cameronii gehört zur Sektion Somalica der Untergattung Athymalus. Die Erstbeschreibung der Art erfolgte 1911 durch Nicholas Edward Brown. Synonyme zu dieser Art sind Euphorbia chionantha P.R.O.Bally und Tirucallia cameronii (N.E.Br.) P.V.Heath (1996).